# Nizamat
Nizamat (motsvarande län) i Mogulriket i Indien.
Mogulriket hade två maktcentra på regional nivå, dels divanen som ansvarade för skatteuppbörden, dels subadar (ibland nizam), som i sitt nizamat styrde över allt annat i statsförvaltningen.